# مالكوم إنغرام
مالكوم إنغرام هو كاتب سيناريو ومخرج كندي، ولد في 1968 في تورونتو في كندا.

## وصلات خارجية
- مالكوم إنغرام على موقع IMDb (الإنجليزية)
- مالكوم إنغرام على موقع ألو سيني (الفرنسية)
- مالكوم إنغرام على موقع أول موفي (الإنجليزية)
- مالكوم إنغرام على موقع قاعدة بيانات الفيلم (الإنجليزية)
- مالكوم إنغرام على موقع كينوبويسك (الروسية)